# IC 1901
IC 1901 ist eine Spiralgalaxie vom Hubble-Typ Sa im Sternbild Perseus am Nordsternhimmel. Sie ist schätzungsweise 240 Millionen Lichtjahre von der Milchstraße entfernt und hat einen Durchmesser von etwa 55.000 Lichtjahren. Gemeinsam mit IC 1900 und IC 1902 bildet sie das isolierte Galaxientrio KTG 10. 

Das Objekt wurde am 18. Januar 1898 von Stéphane Javelle entdeckt.